# Lubow Zadorożna
Lubow Wasiljewna Zadorożna z d. Riabczenko (ros. Любовь Васильевна Задорожная z d. Рябченко; ur. 3 listopada 1942 we wsi Wysoka Gora w Tatarstanie) – radziecka kolarka torowa i szosowa, dwukrotna medalistka szosowych i torowych mistrzostw świata.

## Kariera
Pierwszy sukces w karierze osiągnęła w 1963 roku, kiedy zdobyła brązowy medal w sprincie indywidualnym podczas mistrzostw świata w Liège. W zawodach tych wyprzedziły ją jedynie Brytyjka Beryl Burton oraz Belgijka Yvonne Reynders. Następnie, na szosowych mistrzostwach świata w Heerlen w 1967 roku, zdobyła srebrny medal w wyścigu ze startu wspólnego. Przegrała tam jedynie z Brytyjką Beryl Burton. Wynik ten powtórzyła na rozgrywanych pięć lat później szosowych mistrzostwach świata w Gap, gdzie przegrała tylko z Francuzką Geneviève Gambillon. W 1972 roku wystartowała również na torowych mistrzostwach świata w Marsylii w 1972 roku, zajmując trzecie miejsce w indywidualnym wyścigu na dochodzenie. Radziecka kolarka uległa tam jedynie swej rodaczce Tamarze Garkuszynie oraz Holenderce Keetie van Oosten-Hage. Nigdy nie wystartowała na igrzyskach olimpijskich.